# Kyle Love
Kyle William Love (Seul, 18 novembre 1986) è un ex giocatore di football americano statunitense che ha militato nel ruolo di defensive tackle nella National Football League (NFL).

## Carriera
Love è nato a Seul, in Corea del Sud, dove suo padre lavorava come ufficiale nell'esercito degli Stati Uniti. Ha frequentato la Nord Clayton High School del Nord Clayton a College Park, Georgia, dove è stato principiante per quattro anni nella squadra di football della scuola. Egli è stato premiato come attaccante dell'anno della sua squadra nel 2003 e come difensore dell'anno nel 2004.

## Carriera universitaria
Dopo la scuola superiore, Love ha frequentato la Mississippi State University, dove ha giocato sette partite come attaccante di riserva e matricola nel 2006, finendo la stagione con sette tackles. Nel 2007, Love ha iniziato 9 di 13 partite come defensive tackle, segnando 17 tackles, 3.5 tackles per una sconfitta e un fumble di recupero. Come junior nel 2008, Love giocò due partite da titolare lungo la linea difensiva, apparendo in 12 partite complessivamente e finendo con 14 tackles e due placcaggi. Love ha cominciato 12 partite da titolare come senior nel 2009, registrando all'apice della sua carriera 19 tackles.

## Carriera da professionista

### New England Patriots

#### Stagione 2010
Dopo non essere stato scelto nel draft NFL del 2010, Love firma con i New England Patriots. Egli è divenuto uno dei due rookies non scelti dei Patriots' nel 2010, il giorno di apertura del roster (l'altro è stato il linebacker Dane Fletcher), e ha fatto il suo debutto NFL come riserva nella seconda settimana contro i New York Jets. Non è stato impiegato fino alla decima settimana, quando è subentrato a causa dell'infortunio di Myron Pryor come una riserva della linea difensiva. Love ha debuttato in carriera nel finale di stagione dei Patriots', contro i Miami Dolphins. Ha concluso la sua stagione da rookie con sette tackle e un placcaggio in nove partite giocate.

#### Stagione 2011
Love ha interpretato un ruolo più importante nella difesa dei Patriots nel 2011, infatti è stato impiegato per tutte le 16 partite. Nella difesa 3-4 i Patriots' hanno utilizzato spesso Love come nose tackle, spostando Vince Wilfork ad estremo difensivo. Ha iniziato 13 partite di regular season, diventando un titolare nella gara dei Patriots nella quarta settimana contro gli Oakland Raiders. Love ha finito la stagione con 33 tackles e tre placcaggi; nella disfatta dei Patriots' di 45-10 nello spareggio playoff con i Denver Broncos, Love ha fatto registrare il suo primo intercetto. Love ha giocato per i Patriots nel XLVI Super Bowl, in una gara persa contro i New York Giants 21-17.

#### Stagione 2012
Love ha preso parte a tutte le 16 partite insieme a Vince Wilfork, come una vera e propria coppia difensiva. Ha fatto registrare 25 tackles e 1.5 placcaggi durante la stagione 2012. I Patriots hanno poi continuato l'AFC Championship per il secondo anno consecutivo, ma hanno perso contro i Baltimore Ravens 28-13. La squadra ha liberato Love il 15 maggio 2013.

### Primo periodo con i Jacksonville Jaguars
Love è stato chiamato dai Jacksonville Jaguars il 16 maggio 2013. Il suo contratto è finito il 1º settembre 2013.

### Primo periodo con i Kansas City Chiefs
Love ha firmato con i Chiefs il 19 novembre 2013. Ha concluso il primo periodo con i Chiefs il 3 dicembre 2013.

### Secondo periodo con i Jacksonville Jaguars
Love ha firmato ancora una volta per i Jacksonville Jaguars il 23 dicembre 2013. Durante la stagione 2013 con le 2 squadre Love ha giocato in totale 2 partite, con 4 tackles.

### Secondo periodo con i Kansas City Chiefs
Love ha firmato con i Chiefs il 19 maggio 2014. Ha lasciato la squadra durante il periodo finale del precampionato 2014.

### Carolina Panthers
Love ha firmato con i Carolina Panthers il 15 dicembre 2014.  Ha giocato la partita persa nei playoff di Panthers con i Seattle Seahawks e ha fatto registrare un placcaggio. Egli è apparso in 15 partite per i Panthers durante la stagione regolare del 2015 e ha raggiunto l'apice della sua carriera con tre placcaggi.